# 1795
Il 1795 (MDCCXCV in numeri romani) è un anno  del XVIII secolo.

## Eventi
- 23 gennaio – Den Helder: Cattura della flotta olandese da parte dell'esercito rivoluzionario francese. Unico caso nella storia di una battaglia navale vinta attraverso l'uso della cavalleria.
- 1º aprile – Parigi: Grande insurrezione montagnarda del 12 germinale contro la Convenzione termidoriana.
- 5 aprile – Prima pace di Basilea: Trattato di pace stipulato tra la Prima Repubblica francese e il Regno di Prussia. Fu in assoluto il primo trattato di pace che i rivoluzionari francesi riuscirono a concludere con una potenza reazionaria straniera, cominciando a sfasciare la Prima Coalizione.
- 20 maggio – Parigi: L'ultima sollevazione montagnarda detta del 1° pratile: essa segnò la definitiva caduta del ‘partito giacobino’.
- 27 maggio – Non viene più avvistato nessun esemplare di cinghiale dalle verruche di cebu, la specie è quindi estinta.
- 23 giugno - 21 luglio – Guerre di Vandea: Due flotte inglesi, comprendenti anche l'Esercito degli emigrati, sbarcarono sulle coste francesi presso la baia di Quiberon, ma vennero respinte dall'Esercito repubblicano francese.
- 22 luglio – Seconda pace di Basilea: Trattato di pace stipulato tra la Prima Repubblica francese e il Regno di Spagna.
- 23 agosto – A Parigi la Convenzione Nazionale vota il decreto dei due terzi che stabiliva, nel timore di una maggioranza monarchica, il principio che i due terzi delle nuove assemblee fossero formati da membri della disciolta Convenzione.
- 11 settembre – A Crich, in Inghilterra, parte il primo prototipo di tranvia a cavalli, ad opera di Benjamin Outram.
- 5 ottobre – A Parigi, Insurrezione realista del 13 vendemmiaio, repressa dalla truppa comandata dal giovane Napoleone Bonaparte.
- Il potere francese passa al Direttorio.
- Gli inglesi occupano Città del Capo.

## Nati
Ci sono circa 270 voci su persone nate nel 1795; vedi la pagina Nati nel 1795 per un elenco descrittivo o la categoria Nati nel 1795 per un indice alfabetico.

## Morti

### Gennaio
- 2 gennaio - Domenico Schiavi, architetto italiano (n. 1718)
- 3 gennaio - Josiah Wedgwood, ceramista inglese (n. 1730)
- 5 gennaio - Jacobo José Fitz-James Stuart, nobile spagnolo (n. 1792)
- 5 gennaio - Philipp Gotthard von Schaffgotsch, vescovo cattolico boemo (n. 1716)
- 9 gennaio - Francesco d'Aquino, politico e diplomatico italiano (n. 1738)
- 11 gennaio - Davide II d'Imerezia, re georgiano (n. 1756)
- 15 gennaio - Vicente Tofiño de San Miguel, navigatore e cartografo spagnolo (n. 1732)
- 15 gennaio - Frances Wyndham, nobildonna inglese (n. 1755)
- 16 gennaio - Camillo Morigia, architetto e nobile italiano (n. 1743)
- 18 gennaio - Andrea Corsini, cardinale e vescovo cattolico italiano (n. 1735)
- 19 gennaio - Maria Teresa Agnesi Pinottini, compositrice e clavicembalista italiana (n. 1720)
- 19 gennaio - Louis Georges Érasme de Contades, generale francese (n. 1704)
- 21 gennaio - Michel Corrette, organista, compositore e insegnante francese (n. 1707)
- 21 gennaio - Samuel Wallis, navigatore inglese (n. 1728)
- 23 gennaio - John Sullivan, generale e politico statunitense (n. 1740)
- 26 gennaio - Johann Christoph Friedrich Bach, compositore tedesco (n. 1732)
- 29 gennaio - Ferdinand Maria von Lobkowicz, nobile e vescovo cattolico boemo (n. 1726)

### Febbraio
- 5 febbraio - Billioni, ballerino francese (n. 1729)
- 5 febbraio - Irene Parenti Duclos, pittrice e poetessa italiana (n. 1754)
- 5 febbraio - Philippe-Auguste de Sainte-Foy, letterato francese (n. 1721)
- 11 febbraio - Carl Michael Bellman, poeta e compositore svedese (n. 1740)
- 14 febbraio - Franz Ludwig von Erthal, vescovo cattolico tedesco (n. 1730)
- 14 febbraio - Clemente Sibiliato, presbitero, poeta e latinista italiano (n. 1719)
- 14 febbraio - Thomas Taylour, I conte di Bective, nobile e politico irlandese (n. 1724)
- 16 febbraio - Ercole Rinaldo d'Este, nobile (n. 1770)
- 18 febbraio - Filippo Campanelli, cardinale italiano (n. 1739)
- 22 febbraio - Gian Rinaldo Carli, scrittore, economista e storico italiano (n. 1720)
- 23 febbraio - Johann Siegfried Hufnagel, entomologo tedesco (n. 1724)
- 26 febbraio - Jean-Martial Frédou, pittore, disegnatore e incisore francese (n. 1710)
- 27 febbraio - Francis Marion, generale statunitense
- 27 febbraio - Tanikaze Kajinosuke, lottatore di sumo giapponese (n. 1750)

### Marzo
- 5 marzo - Josef Reicha, violoncellista e compositore ceco (n. 1752)
- 9 marzo - John Armstrong Senior, politico e generale statunitense (n. 1717)
- 12 marzo - Clément de Taffanel de La Jonquière, ammiraglio francese (n. 1706)
- 13 marzo - Clementino Vannetti, scrittore e letterato italiano (n. 1754)
- 14 marzo - Joseph Chatoyer,  sanvincentino
- 21 marzo - Giovanni Arduino, geologo italiano (n. 1714)
- 21 marzo - Christoph Kaufmann, filosofo e medico svizzero (n. 1753)
- 21 marzo - Onorato III di Monaco, principe monegasco (n. 1720)
- 30 marzo - Domenico Augusto Bracci, antiquario italiano (n. 1717)

### Aprile
- 1º aprile - Carlo II Augusto del Palatinato-Zweibrücken, nobile tedesco (n. 1746)
- 13 aprile - Giulio Cesare Zollio, arcivescovo cattolico e diplomatico italiano (n. 1733)
- 20 aprile - Antoine-Jean Amelot de Chaillou, politico francese (n. 1732)
- 20 aprile - Johan Henric Kellgren, scrittore svedese (n. 1751)
- 30 aprile - Jean-Jacques Barthélemy, scrittore, numismatico e archeologo francese (n. 1716)

### Maggio
- 2 maggio - Tommaso Maria Sciacca, pittore italiano (n. 1734)
- 5 maggio - Alessandro Vanni, letterato, poeta e politico italiano (n. 1717)
- 6 maggio - Ivan Ivanovič Beckoj, educatore russo (n. 1704)
- 6 maggio - Pieter Boddaert, fisico e naturalista olandese (n. 1730)
- 7 maggio - Claude-Louis Châtelet, pittore, disegnatore e incisore francese (n. 1753)
- 7 maggio - Antoine Quentin Fouquier-Tinville, magistrato e rivoluzionario francese (n. 1746)
- 7 maggio - Martial Herman, politico francese (n. 1759)
- 7 maggio - Jedediah Strutt, imprenditore e inventore inglese (n. 1726)
- 9 maggio - Giovanni Marsili, botanico italiano (n. 1727)
- 16 maggio - Johann Friedrich Karl von Alvensleben, giurista tedesco (n. 1714)
- 17 maggio - Mikhail Boutros Fadel, patriarca cattolico libanese (n. 1710)
- 17 maggio - Thomas Pelham-Clinton, III duca di Newcastle, politico e ufficiale inglese (n. 1752)
- 18 maggio - Robert Rogers, militare britannico (n. 1731)
- 19 maggio - Josiah Bartlett, politico e medico statunitense (n. 1729)
- 19 maggio - James Boswell, scrittore, giurista e aforista scozzese (n. 1740)
- 20 maggio - Francesco Paolo Di Blasi, patriota e giurista italiano (n. 1753)
- 20 maggio - Ludovico Eugenio di Württemberg, duca tedesco (n. 1731)
- 22 maggio - Ewald Friedrich von Hertzberg, politico prussiano (n. 1725)
- 22 maggio - Friedrich Wilhelm Marpurg, critico musicale, compositore e teorico della musica tedesco (n. 1718)
- 29 maggio - Philippe Rühl, politico e rivoluzionario francese (n. 1737)

### Giugno
- 1º giugno - Pierre Joseph Desault, chirurgo francese (n. 1738)
- 3 giugno - József Kármán, scrittore ungherese (n. 1769)
- 5 giugno - Angelo Scarabello, orafo e scultore italiano (n. 1712)
- 6 giugno - Esther Young, contralto inglese (n. 1717)
- 8 giugno - Luigi XVII di Francia,  francese (n. 1785)
- 9 giugno - François Chopart, chirurgo francese (n. 1743)
- 12 giugno - Johann Christian Brand, pittore e incisore austriaco (n. 1722)
- 17 giugno - Gilbert Romme, politico e matematico francese (n. 1750)
- 23 giugno - James Craig, architetto e urbanista scozzese (n. 1739)
- 26 giugno - Jakob Friedrich Ehrhart, botanico svizzero (n. 1742)
- 26 giugno - August Franz Heinrich Naumann, militare e pittore tedesco (n. 1749)

### Luglio
- 3 luglio - Henry John Spencer, nobile e diplomatico britannico (n. 1770)
- 5 luglio - Alexander Mebane, politico e generale statunitense (n. 1744)
- 5 luglio - Antonio de Ulloa, scienziato spagnolo (n. 1716)
- 6 luglio - Gerolamo Pitzolo, politico e militare italiano (n. 1748)
- 12 luglio - Alessandro Leopoldo d'Asburgo-Lorena, nobile italiano (n. 1772)
- 14 luglio - Anton Tomaž Linhart, drammaturgo e storico sloveno (n. 1756)
- 20 luglio - Johann Andreas Schachtner, trombettista, violinista e librettista tedesco (n. 1731)
- 22 luglio - Ambrogio Mirelli, arcivescovo cattolico italiano (n. 1730)
- 28 luglio - Urbain-René de Hercé, vescovo cattolico francese (n. 1726)
- 28 luglio - Charles Eugène Gabriel de Sombreuil, condottiero francese (n. 1770)
- 31 luglio - José Basílio da Gama, poeta brasiliano (n. 1740)

### Agosto
- 4 agosto - Francisco Bayeu, pittore spagnolo (n. 1734)
- 5 agosto - William Fleming, politico e militare statunitense (n. 1729)
- 13 agosto - Ahilyabai Holkar, sovrana indiana (n. 1725)
- 18 agosto - Bénigne Gagneraux, pittore e disegnatore francese (n. 1756)
- 18 agosto - Luigi Zamboni, patriota italiano (n. 1772)
- 21 agosto - Joseph Anton von Auersperg, cardinale e vescovo cattolico austriaco (n. 1734)
- 21 agosto - Pierre Michel d'Ixnard, architetto francese (n. 1723)
- 23 agosto - William Bradford, politico statunitense (n. 1755)
- 24 agosto - Giuseppe Olivi, naturalista e poeta italiano (n. 1769)
- 26 agosto - Cagliostro, avventuriero italiano (n. 1743)
- 31 agosto - Saverio Mattei, letterato, musicista e avvocato italiano (n. 1742)
- 31 agosto - François-André Danican Philidor, compositore e scacchista francese (n. 1726)

### Settembre
- 21 settembre - Guglielmo Pallotta, cardinale italiano (n. 1727)
- 22 settembre - Sayat-Nova, poeta armeno (n. 1712)
- 27 settembre - Carlo Giuseppe Ratti, pittore e storiografo italiano (n. 1737)
- 30 settembre - Eleazer Oswald, militare e giornalista britannico (n. 1750)
- 30 settembre - Carlo Giuseppe Pistone, vescovo cattolico italiano (n. 1739)
- 30 settembre - Giuseppe Vinci, arcivescovo cattolico e diplomatico italiano (n. 1736)

### Ottobre
- 7 ottobre - Hubert Cazin, editore francese (n. 1724)
- 7 ottobre - Johann Georg Ritter von Zimmermann, filosofo, naturalista e medico svizzero (n. 1728)
- 10 ottobre - Francesco Antonio Zaccaria, presbitero, storico e scrittore italiano (n. 1714)
- 12 ottobre - Henry Seymour Conway, generale e politico britannico (n. 1721)
- 13 ottobre - William Prescott, ufficiale statunitense (n. 1726)
- 20 ottobre - Giambattista Verci, scrittore e storico italiano (n. 1739)
- 24 ottobre - Gavino Pes, presbitero e poeta italiano (n. 1724)
- 25 ottobre - Francesco Antonio Baldassare Uttini, compositore e direttore d'orchestra italiano (n. 1723)

### Novembre
- 6 novembre - Jiří Antonín Benda, compositore ceco (n. 1722)
- 14 novembre - Louis Charles d'Hervilly, generale e nobile francese (n. 1756)
- 15 novembre - Charles-Amédée-Philippe van Loo, pittore francese (n. 1719)
- 18 novembre - Antonio Cavallucci, pittore italiano (n. 1752)
- 25 novembre - Jan Chrystian Kamsetzer, architetto e pittore tedesco (n. 1753)
- 26 novembre - Nicola Spedalieri, filosofo e presbitero italiano (n. 1740)

### Dicembre
- 4 dicembre - Paolo Francesco Antamori, cardinale e vescovo cattolico italiano (n. 1712)
- 4 dicembre - Eugenio di Sassonia-Hildburghausen, principe e generale (n. 1730)
- 8 dicembre - Giovanni Battista Casanova, pittore italiano (n. 1730)
- 11 dicembre - Giorgio Maria Lascaris, arcivescovo cattolico e patriarca cattolico italiano (n. 1706)
- 18 dicembre - Fernando Spinelli, cardinale italiano (n. 1728)
- 20 dicembre - Charlotta Sparre, nobildonna svedese (n. 1719)
- 23 dicembre - Mangkunegara I, sovrano indonesiano (n. 1725)
- 23 dicembre - Henry Clinton, generale britannico (n. 1730)
- 23 dicembre - Giovanni Battista Rivellini, arcivescovo cattolico italiano (n. 1732)
- 24 dicembre - François Pajot, militare francese (n. 1761)
- 26 dicembre - Antonio Zucchi, pittore italiano (n. 1726)
- 28 dicembre - Davide Antonio Fossati, pittore e incisore svizzero (n. 1708)

### Senza giorno specificato
- Nanthasen, sovrano laotiano
- Raja Melewar, sovrano malese
- Wilhelm Anton Christian Carl Abel, violinista e pittore tedesco
- George Adams junior, inventore britannico (n. 1750)
- Thomas Affleck, ebanista statunitense (n. 1740)
- Christophe-Gabriel Allegrain, scultore francese (n. 1710)
- Ranieri de' Calzabigi, poeta e librettista italiano (n. 1714)
- Stefano Catani, pittore italiano (n. 1728)
- Pierre Chenu, incisore francese (n. 1730)
- Adair Crawford, chimico e medico irlandese (n. 1748)
- Eugenio Espejo, filosofo, medico e scrittore ecuadoriano (n. 1747)
- Giulio Galliori, architetto italiano (n. 1715)
- Alexander Gerard, filosofo scozzese (n. 1728)
- Lorenzo Gramiccia, pittore italiano
- Martin Hübner, giurista danese (n. 1724)
- Luigi Lante Montefeltro della Rovere, V duca di Bomarzo, nobile italiano (n. 1744)
- Marcello Leopardi, pittore italiano (n. 1753)
- William Lewin, naturalista e illustratore inglese (n. 1747)
- Christian Joseph Lidarti, musicista austriaco (n. 1730)
- Friedrich Albrecht Anton Meyer, fisico e naturalista tedesco (n. 1768)
- Nicola Antonio Monti, pittore italiano (n. 1736)
- Maruyama Ōkyo, pittore giapponese (n. 1733)
- John Richardson, orientalista e linguista britannico
- Grigorij Ivanovič Šelichov, esploratore, navigatore e mercante russo (n. 1747)
- Michail Matveevič Sokolovskij, compositore, direttore d'orchestra e violinista russo (n. 1756)
- Francesco Sozzi, pittore italiano (n. 1732)
- Giuseppe Tresca, pittore italiano (n. 1710)

## Calendario
| Calendario 1795 | Calendario 1795 | Calendario 1795 | Calendario 1795 | Calendario 1795 | Calendario 1795 | Calendario 1795 | Calendario 1795 | Calendario 1795 | Calendario 1795 | Calendario 1795 | Calendario 1795 | Calendario 1795 | Calendario 1795 | Calendario 1795 | Calendario 1795 | Calendario 1795 | Calendario 1795 | Calendario 1795 | Calendario 1795 | Calendario 1795 | Calendario 1795 | Calendario 1795 | Calendario 1795 | Calendario 1795 | Calendario 1795 | Calendario 1795 | Calendario 1795 | Calendario 1795 | Calendario 1795 | Calendario 1795 | Calendario 1795 | Calendario 1795 |
| --------------- | --------------- | --------------- | --------------- | --------------- | --------------- | --------------- | --------------- | --------------- | --------------- | --------------- | --------------- | --------------- | --------------- | --------------- | --------------- | --------------- | --------------- | --------------- | --------------- | --------------- | --------------- | --------------- | --------------- | --------------- | --------------- | --------------- | --------------- | --------------- | --------------- | --------------- | --------------- | --------------- |
|                 | 1               | 2               | 3               | 4               | 5               | 6               | 7               | 8               | 9               | 10              | 11              | 12              | 13              | 14              | 15              | 16              | 17              | 18              | 19              | 20              | 21              | 22              | 23              | 24              | 25              | 26              | 27              | 28              | 29              | 30              | 31              |                 |
| Gennaio         | Gi              | Ve              | Sa              | Do              | Lu              | Ma              | Me              | Gi              | Ve              | Sa              | Do              | Lu              | Ma              | Me              | Gi              | Ve              | Sa              | Do              | Lu              | Ma              | Me              | Gi              | Ve              | Sa              | Do              | Lu              | Ma              | Me              | Gi              | Ve              | Sa              |                 |
| Febbraio        | Do              | Lu              | Ma              | Me              | Gi              | Ve              | Sa              | Do              | Lu              | Ma              | Me              | Gi              | Ve              | Sa              | Do              | Lu              | Ma              | Me              | Gi              | Ve              | Sa              | Do              | Lu              | Ma              | Me              | Gi              | Ve              | Sa              |                 |                 |                 |                 |
| Marzo           | Do              | Lu              | Ma              | Me              | Gi              | Ve              | Sa              | Do              | Lu              | Ma              | Me              | Gi              | Ve              | Sa              | Do              | Lu              | Ma              | Me              | Gi              | Ve              | Sa              | Do              | Lu              | Ma              | Me              | Gi              | Ve              | Sa              | Do              | Lu              | Ma              |                 |
| Aprile          | Me              | Gi              | Ve              | Sa              | Do              | Lu              | Ma              | Me              | Gi              | Ve              | Sa              | Do              | Lu              | Ma              | Me              | Gi              | Ve              | Sa              | Do              | Lu              | Ma              | Me              | Gi              | Ve              | Sa              | Do              | Lu              | Ma              | Me              | Gi              |                 |                 |
| Maggio          | Ve              | Sa              | Do              | Lu              | Ma              | Me              | Gi              | Ve              | Sa              | Do              | Lu              | Ma              | Me              | Gi              | Ve              | Sa              | Do              | Lu              | Ma              | Me              | Gi              | Ve              | Sa              | Do              | Lu              | Ma              | Me              | Gi              | Ve              | Sa              | Do              |                 |
| Giugno          | Lu              | Ma              | Me              | Gi              | Ve              | Sa              | Do              | Lu              | Ma              | Me              | Gi              | Ve              | Sa              | Do              | Lu              | Ma              | Me              | Gi              | Ve              | Sa              | Do              | Lu              | Ma              | Me              | Gi              | Ve              | Sa              | Do              | Lu              | Ma              |                 |                 |
| Luglio          | Me              | Gi              | Ve              | Sa              | Do              | Lu              | Ma              | Me              | Gi              | Ve              | Sa              | Do              | Lu              | Ma              | Me              | Gi              | Ve              | Sa              | Do              | Lu              | Ma              | Me              | Gi              | Ve              | Sa              | Do              | Lu              | Ma              | Me              | Gi              | Ve              |                 |
| Agosto          | Sa              | Do              | Lu              | Ma              | Me              | Gi              | Ve              | Sa              | Do              | Lu              | Ma              | Me              | Gi              | Ve              | Sa              | Do              | Lu              | Ma              | Me              | Gi              | Ve              | Sa              | Do              | Lu              | Ma              | Me              | Gi              | Ve              | Sa              | Do              | Lu              |                 |
| Settembre       | Ma              | Me              | Gi              | Ve              | Sa              | Do              | Lu              | Ma              | Me              | Gi              | Ve              | Sa              | Do              | Lu              | Ma              | Me              | Gi              | Ve              | Sa              | Do              | Lu              | Ma              | Me              | Gi              | Ve              | Sa              | Do              | Lu              | Ma              | Me              |                 |                 |
| Ottobre         | Gi              | Ve              | Sa              | Do              | Lu              | Ma              | Me              | Gi              | Ve              | Sa              | Do              | Lu              | Ma              | Me              | Gi              | Ve              | Sa              | Do              | Lu              | Ma              | Me              | Gi              | Ve              | Sa              | Do              | Lu              | Ma              | Me              | Gi              | Ve              | Sa              |                 |
| Novembre        | Do              | Lu              | Ma              | Me              | Gi              | Ve              | Sa              | Do              | Lu              | Ma              | Me              | Gi              | Ve              | Sa              | Do              | Lu              | Ma              | Me              | Gi              | Ve              | Sa              | Do              | Lu              | Ma              | Me              | Gi              | Ve              | Sa              | Do              | Lu              |                 |                 |
| Dicembre        | Ma              | Me              | Gi              | Ve              | Sa              | Do              | Lu              | Ma              | Me              | Gi              | Ve              | Sa              | Do              | Lu              | Ma              | Me              | Gi              | Ve              | Sa              | Do              | Lu              | Ma              | Me              | Gi              | Ve              | Sa              | Do              | Lu              | Ma              | Me              | Gi              |                 |